# Менеменджиоглу, Тургут
Рыфа́т Тургу́т Менеменджиоглу́ (Тургут Менеменджиоглу, тур. Rıfat Turgut Menemencioğlu; род. в 1914 г- 2010), турецкий дипломат, председатель СБ ООН (октябрь 1961 года), посол Турции в США (1962-67 годы), 4-й генеральный секретарь СЕНТО (1968-72 годы).
Племянник Нумана Менеменджиоглу, занимавшего пост министра иностранных дел Турецкой Республики в 1942-44 годах. В молодости Тургут Менеменджиоглу, во-многом копируя дядю, и благодаря поддержке отца — депутата Великого Национального Собрания Турции, увлёкся международным правом и дипломатией, он окончил Колледж Роберта в Стамбуле, изучал право в Женеве (Швейцария), вскоре после возвращения в Турцию, успешно сдал экзамены, став дипломатом.
Вместе со своим дядей, тогда — министром иностранных дел, принял участие в исторической Каирской конференции 1943 года в качестве личного переводчика президента Турции Исмета Инёню в ходе его переговоров с главами государств Антигитлеровской коалиции.
После окончания Второй мировой войны работал в ООН, в октябре 1961 года являлся председателем Совета Безопасности Организации Объединённых Наций. 24 апреля 1962 года — 2 января 1967 году занимал должность посла Турецкой Республики в США.
В 1968-72 годах был генеральным секретарём Организации Центрального Договора (СЕНТО). В период его деятельности на этом посту роль Великобритании на Ближнем Востоке резко снизилась (Лондон предоставил независимость странам юга Персидского залива: Оману, Бахрейну, Катару и ОАЭ), и первенство временно перешло к другому одновременному члену НАТО и СЕНТО — Турции.